# 驚奇獎最佳新作家獎
驚奇獎最佳新作家獎（Astounding Award for Best New Writer），原名約翰·W·坎貝爾最佳新作家獎（John W. Campbell Award for Best New Writer）每年授予最好的新科幻或幻想小說作家，以科幻杂志《惊奇超级科学故事》（现名《模拟科幻小说与事实》）命名。該獎項是由《戴爾雜誌》（Dell Magazines）主辦。由世界科幻協會（WSFS）提名和遴選過程，該獎項是在雨果獎典禮上頒發。

## 历史
从1973年创立到2019年，该奖项名为約翰·W·坎貝爾最佳新作家獎，以紀念科幻小說編輯和作家約翰·W·坎貝爾，他是科幻小說的早期歷史中最有影響力的編輯之一。在2019年获奖者吳志麗发表获奖感言后，她将坎贝尔描述为法西斯主义者，科幻迷讨论了继续以这种方式纪念坎贝尔是否合适。杂志编辑随后宣布该奖项已更名。
驚奇獎的獲獎者和提名作品被收集在新聲系列文集，編輯是喬治·R·R·馬丁，其中五卷包括獎項從1973年到1977年，被刊登在1977年和1984年之間。驚奇獎提名和獲獎者，如邁克爾·伯斯坦，給作者和出版商建立信譽。
驚奇獎已超過41年，有170作家被提名。其中，42位作者獲獎。